# Tomakomai

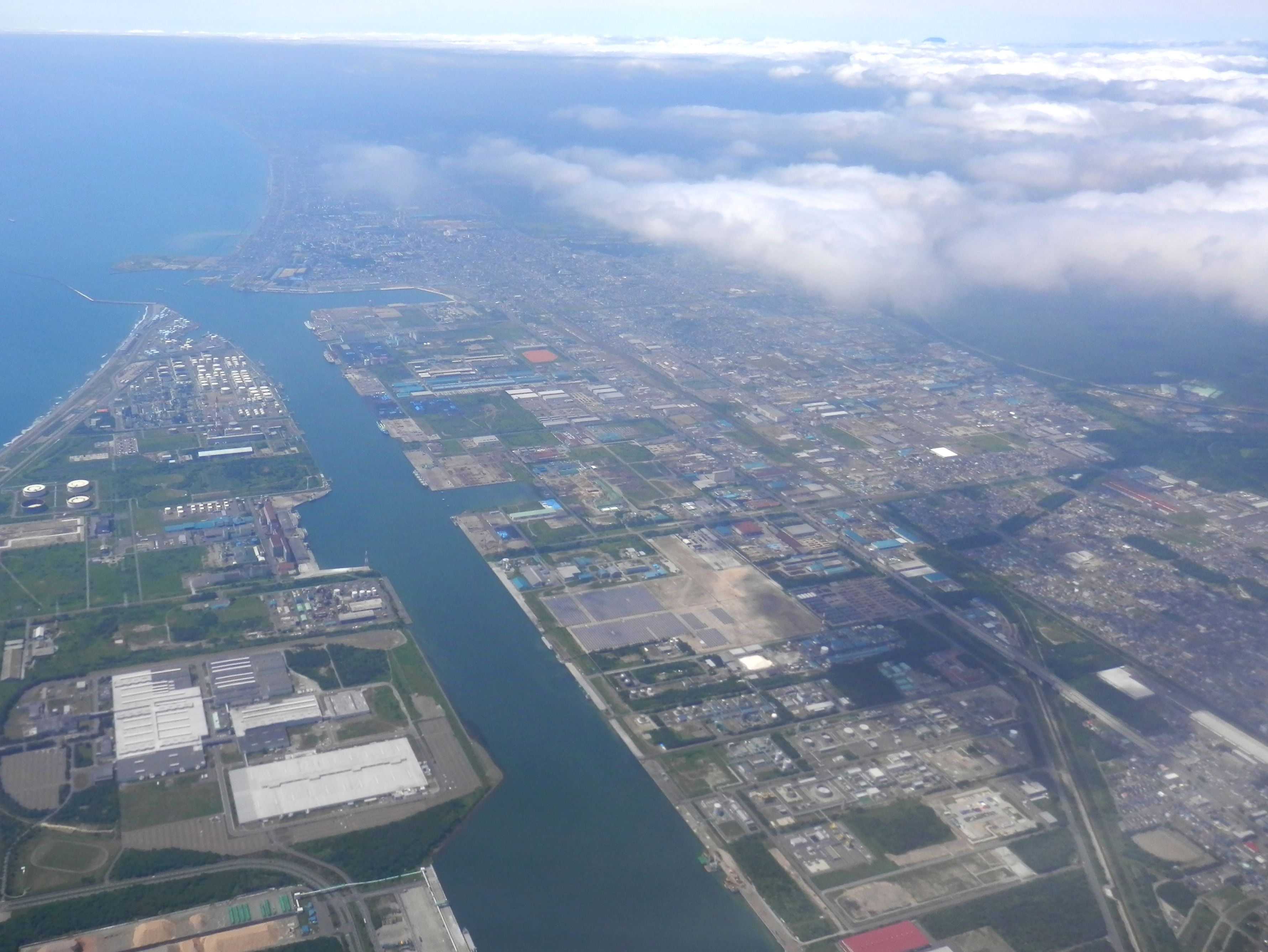
Letecký pohled na město

Tomakomai (japonsky 苫小牧市, Tomakomai-ši) je japonské město na ostrově Hokkaidó v podprefektuře Iburi. V únoru 2012 zde žilo 174 216 obyvatel v 83 836 domácnostech. Při rozloze 561,49 km² tak činí hustota zalidnění 310,27 obyvatel na km².
Ve městě se nachází sportovní hala Hakučó Arena, ve které hraje své zápasy tým Asijské hokejové ligy Ódži Eagles a rychlobruslařský ovál Tomakomai Highland Sports Center, na kterém se v roce 2009 uskutečnilo Mistrovství Asie v rychlobruslení 2009.